# Éric Berthou
Éric Berthou, född 23 januari 1980 i Brest, är en fransk professionell tävlingscyklist. Berthou vann etapp 3 av Paris-Corrèze under säsongen 2004.

## Amatörkarriär
Éric Berthou började cykla i laget i Brest Iroise Cyclisme 2000 och vann Pen Ar Bed år 1998 och två etapper av Circuit des Trois Provinces år 2001. Inför säsongen 2002 skrev han ett kontrakt med Jean-Floc'h och vann den franska tävlingen Ronde du Pays basque samt en etapp på Kreiz Breizh. Samma år slutade han trea i nationsmästerskapen för U23-män och på tionde plats i U23-världsmästerskapen.

## Proffskarriär

### 2003-2004
Han blev professionell med det sydafrikanska stallet Barloworld inför säsongen 2003, där han bland annat blev stallkamrat med landsmannen Sylvain Calzati. I februari 2002 hade Berthou vunnit Route du Pays Basque, där han överraskade bland annat stallen Bonjour och Jean Delatour med en soloattack i de sista 15 kilometerna. Barloworlds sport direktör, Michel Gros, upptäckte cyklisten när han tävlade i Tour de l'Avenir samma år, där han tävlade för det franska nationslaget. Under U23-världsmästerskapen i Zolder slutade Eric Berthou på tionde plats. Berthou tog också bronsmedaljen i de franska U23-nationsmästerskapen under året. Under säsongen 2003 slutade han på fjärde plats i Tour d'Egypte.
Inför säsongen 2004 blev han kontrakterad av det franska stallet R.A.G.T. Semences. Med R.A.G.T vann han den tredje och sista etappen av Paris-Corrèze samma år, efter att ha attackerat från kilometer 0. Han slutade på 15:e plats i Tour de Vendée 2004. Under det följande året slutade fransmannen på sjätte plats i Tour de l'Avenir och tog 14:e plats i Circuit de la Sarthe.

### 2006-2007
När R.A.G.T. Semences lade ner sin verksamhet i slutet av 2005 gick Berthou över till Caisse d'Epargne-Illes Balears med vilka han cyklade för till december 2007. Han deltog i Giro d'Italia 2007 där han slutade på 89:e plats och slutade på nittonde plats i Paris-Camembert.

### 2008-2010
Under säsongen 2008 tävlar den franska cyklisten för UCI ProTour-stallet Crédit Agricole. Han hade hoppats få köra Tour de France 2008, men blev inte uttagen av det franska stallet. När Crédit Agricole lades ned efter säsongen blev han kontraktera av det mindre stallet Carmiooro-Avionord. Han slutade tvåa på GP Souvenir Jean Floc'h under säsongen 2009. Under samma år slutade han femma på etapp 5 av Circuito Montañés. Han tog också sextonde plats i Classic Loire Atlantique och 21:a i Gran Premio di Lugano. 
Året därpå producerade han en del resultat. Han slutade på elfte plats i Tour du Finistère och på prologen i Tour of Portugal, han tog också fjortonde platsen i Les Boucles du Sud Ardèche och slutade på sjunde plats i tempoloppet av De Panne tredagars.

### 2011-2012
Inför säsongen 2011 blev Eric Berthou kontrakterad med det franska stallet Bretagne-Schuller. Han tog en etappseger i Boucles de la Mayenne, en tävling där han sedan slutade på åttonde plats totalt. I de franska nationsmästerskapen slutade Berthou på 21:a plats. I Paris-Nice samma år slutade han på 47:e plats och tog fjärde platsen i bergstävlingen.
Under våren 2012 var Berhou nära att ta segern i Tro Bro Leon efter en soloutbrytning, men under de sista tio kilometerna tröttnade han - och kanadensaren Ryan Roth tog segern. Berthou slutade på tolfte plats i tävlingen, 37 sekunder bakom segraren. I övrigt vann han Val d'Ille U Classic 35 och den andra etappen på Tour de Bretagne under säsongen 2012. Berthou slutade tvåa i Tour de Bretagne bakom sydafrikanen Reinardt Janse Van Rensburg.

## Meriter
2003
2:a, etapp 4, Tour d'Egypte
2004
Etapp 3, Paris-Corrèze
3:a, etapp 2, Tour de la Somme
2009
2:a, GP Souvenir Jean Floc'h
2011
1:a, etapp 1, Boucles de la Mayenne
2012
1:a, Val d'Ille U Classic 35
1:a, etapp 2, Tour de Bretagne

## Stall
- 2003 Barloworld
- 2004-2005 R.A.G.T. Semences
- 2006-2007 Caisse d'Epargne-Illes Balears
- 2008 Crédit Agricole
- 2009-2010 Carmiooro-Avionord
- 2011- Bretagne-Schuller